# Débats de Putney

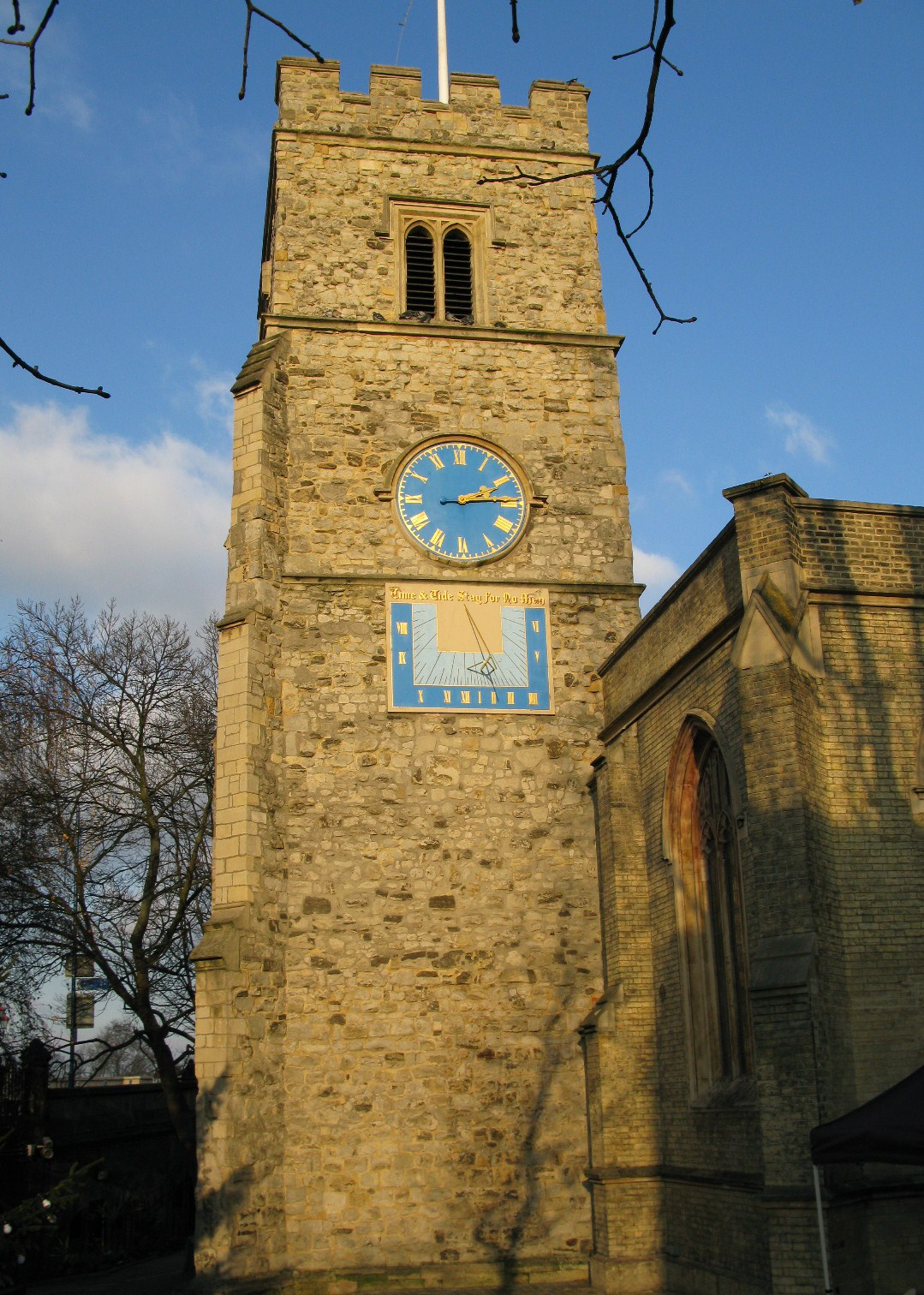
Eglise de St. Mary the Virgin à Putney

Les débats de Putney sont une série de discussions ayant eu lieu entre les membres de la New Model Army et les niveleurs au sujet d'une nouvelle constitution pour l'Angleterre. Ils ont eu lieu à l'église St. Mary the Virgin, à Putney, dans le Surrey, du 28 octobre au 11 novembre 1647.